# 雷根斯堡之戰
雷根斯堡之战（法语：Bataille de Regensburg）发生于1809年4月23日。此役中，由拿破仑一世率领的法兰西第一帝国军队和卡尔大公率领的奥地利帝国军队进行了战斗。此役是第五次反法同盟巴伐利亚战场最后一次交锋，奥地利军队在短暂的守城后通过搭桥逃到了波希米亚。在进攻中，让·拉纳元帅亲自带领他的部队使用梯子爬上城墙，拿破仑本人的脚踝在战斗中被一枚小炮弹打伤。由于这一炮是从远处打来的，所以并没有对皇帝造成严重伤害，而是留下了瘀斑。

## 序幕
在4月22日于埃克穆尔取得胜利后，拿破仑召集了他的第一次战争委员会，该委员会决定在雷根斯堡以南约18公里处集结军队（奥地利人在两天前占领了该市）。
那天晚上，奥地利主力部队（第一到第四军团和第一后备军团）开始将其重型装备移到这座城市附近重要的多瑙河石桥上，同时在东面2公里处为部队建造了一座浮桥。来自第二军团的五个营保卫了这座城市，而6,000名骑兵和一些步兵营则守住了外面的丘陵地带。

## 战斗
4月23日黎明时分，法军继续向雷根斯堡进发，路易-皮埃尔·蒙布伦将军从西南方向进攻，拿破仑则亲率军队从南面推进。上午9时左右，由埃蒂安·南索蒂将军率领的两个法军胸甲骑兵师约10,000名法国骑兵开始与奥地利骑兵交战，尽管不是法军的敌人，但奥地利骑兵仍能将法军骑兵牵制近3小时以协助其他军队逃跑，在大部队撤离后奥军骑兵也撤出了战斗。
直到那时，法军才发现了奥军事先搭建的浮桥，但奥军的守桥士兵在最后时刻切断了固定绳索，以防止法军使用该桥进行追击。

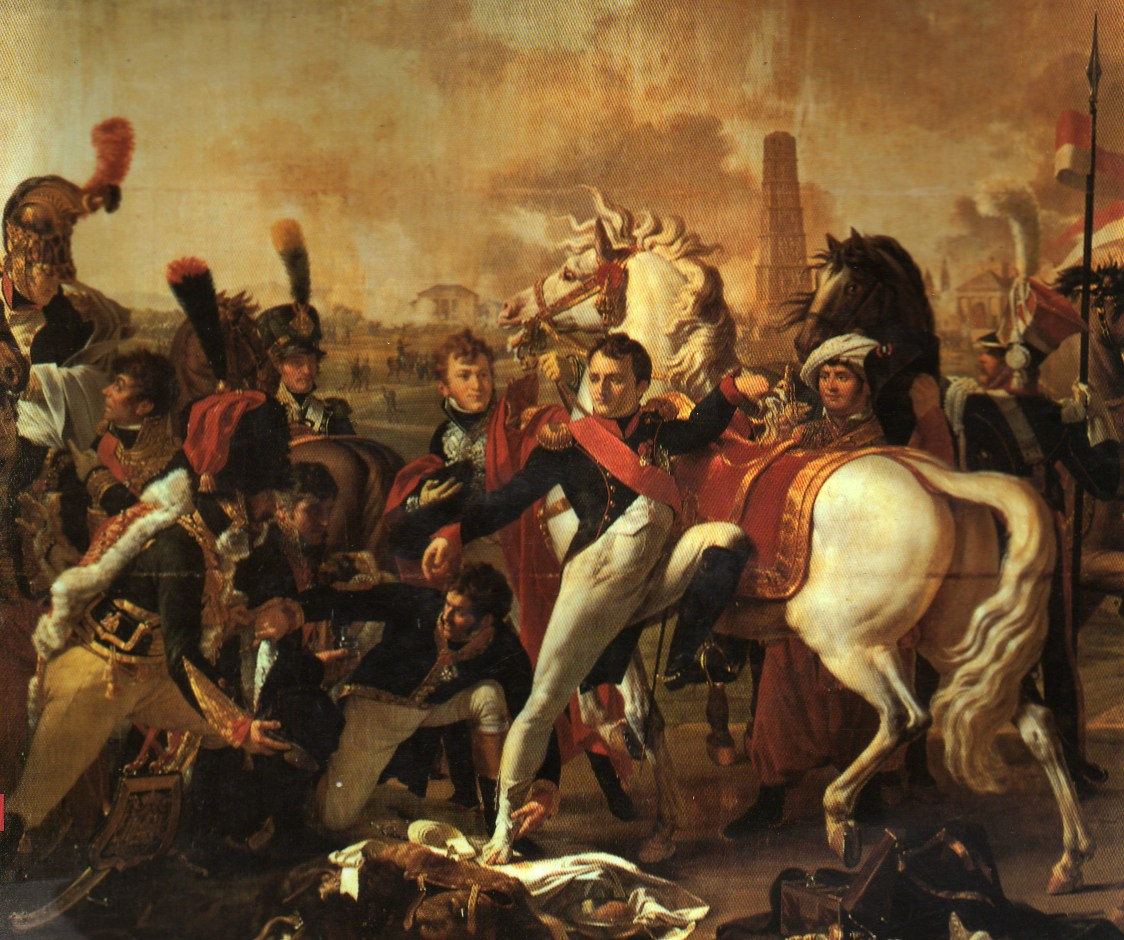
拿破仑在此役中负伤

到了中午，法国步兵抵达战场，并在城市的防御工事周围集结。拉纳元帅的部队负责攻城并展开炮击，而轻步兵则在郊区与奥地利军队交战。法军的步兵两次对主城门发起攻击但都宣告失败，损失惨重。下午3时，工兵将军亨利·加蒂安·贝特朗在施特劳宾门附近用重炮在墙上炸出了一个缺口。
在前线观察这个缺口，拿破仑的左脚被一个小弹丸击中，但他还是能够继续骑马和四处走动，拿破仑随后安抚了他焦急的部队。在随后的攻击中，法军三个带着攻城梯的小队皆未能爬上受损的城墙。
拉纳见麾下士兵的攻击都无功而返，于是气急败坏地抓起梯子，亲自率领进攻。然后，在一片尴尬的沉默中，他愤怒地喊道：“我会让你们看到，在我成为元帅之前，我是一名掷弹兵，现在仍然是一名掷弹兵。”说完后，他拿着梯子往前冲去，但被他的副官拦住了。拉纳的士兵看到拉纳本人的绝望而感到羞愧，纷纷向前冲去。法军的第四次攻击占领了城墙，随后在几分钟之内，法国大军就涌入了雷根斯堡。
城内的巷战持续了几个小时，直到法军完全控制这座城市并开始抢劫该市的南部。城南被一个营的奥地利军队牢牢守住，但直到晚上9时左右，绝望的奥地利人放弃了阵地，最后的300名守军很快就投降了。

## 结果
法军于此役中的伤亡人数，包括脚踝受伤的拿破仑，大约在1,500至2,000人之间。而奥地利人至少有6,000人伤亡及被俘。拿破仑派路易·达武元帅守卫多瑙河北岸，自己则带着大部队前往维也纳。

## 脚注
1. 1 2 3 4 5  Bodart 1908，第400頁.
2. 1 2 3 4  napoleonguide 2009.
3. 1 2 3 4 5 6 7 8  Hollins 2006，第808-809頁.